# Puzzles of the Black Widowers
Puzzles of the Black Widowers ou Enigmas dos Viúvos Negros é uma coletânea de contos escritos por Isaac Asimov envolvendo a sociedade fictícia Black Widowers.

## O quarto homônimo
Um advogado compartilha com o grupo o seu problema em descobrir qual a vontade final de seu cliente em relação ao direito dos filhos sobre a herança. Um enigma que brinca com os diversos usos do som too na língua inglesa.

## O amuleto
Discussão sobre ética e superstições que termina com o conto de uma história que envolve o desaparecimento de um suposto amuleto, suposta espionagem e um sutil estratagema envolvendo bolsas.

## Triple Devil
Papo sobre crescer na vida por mérito próprio. E a história de um menino de família humilde e pobre que abriu seu próprio negócio e cresceu na vida graças à sutil ajuda de um rico ancião.